# 1322 Coppernicus
Coppernicus (asteróide 1322) é um asteróide da cintura principal, a 1,8549868 UA. Possui uma excentricidade de 0,2343356 e um período orbital de 1 377,33 dias (3,77 anos).
Coppernicus tem uma velocidade orbital média de 19,13557671 km/s e uma inclinação de 23,34926º.
Esse asteróide foi descoberto em 15 de Junho de 1934 por Karl Reinmuth.